# Repnik
Repnik je naseljeno mjesto u sastavu općine Banovići, Federacija Bosne i Hercegovine, BiH.

## Zemljopisni položaj
Sa sjeverne strane sela je brdo Hrvatsko brdo, koje se zove po zaseoku Hrvatima. Istočno je rječica Oskova.

## Stanovništvo
| Repnik             |                |                |                |
| godina popisa      | 1991.          | 1981.          | 1971.          |
| Muslimani          | 2.004 (96,99%) | 1.781 (98,83%) | 1.490 (98,93%) |
| Srbi               | 15 (0,72%)     | 8 (0,44%)      | 8 (0,53%)      |
| Hrvati             | 1 (0,04%)      | 0              | 0              |
| Jugoslaveni        | 19 (0,91%)     | 5 (0,27%)      | 1 (0,06%)      |
| ostali i nepoznato | 27 (1,30%)     | 8 (0,44%)      | 7 (0,46%)      |
| ukupno             | 2.066          | 1.802          | 1.506          |